# Aricia arida
Aricia arida är en fjärilsart som beskrevs av Ruggero Verity 1927. Aricia arida ingår i släktet Aricia och familjen juvelvingar. Inga underarter finns listade i Catalogue of Life.